# Jacques Rabaté
Jacques Rabaté (* 9. Juli 1907 in Agen, Département Lot-et-Garonne; † 2. Juli 1941 bei Quneitra, Syrien) war ein französischer Botaniker. Seine Forschungsschwerpunkte waren die Pflanzenchemie und die Pflanzenphysiologie. Sein botanisches Autorenkürzel lautet „Rabaté“.

## Leben
Rabaté erwarb 1924 den Bachelor of Science und den Bachelor of Arts und wurde 1927 pharmazeutischer Assistent an den Krankenhäusern in Paris. 1927 erwarb er die Zertifikate für Botanik und allgemeine Physiologie. 1928 wurde er zum stellvertretenden Leiter des Lehrstuhls für Pflanzenphysiologie von Marc Bridel am Muséum national d’histoire naturelle berufen, bevor er 1929 zum Apotheker diplomiert und zum Assistenten ernannt wurde. Im Februar 1931 wurde er mit der Dissertation Contribution à l’étude chimique et physiologique de l’amélanchier, Amelanchier vulgaris Moench zum Doktor der Naturwissenschaften promoviert. Im Juli desselben Jahres wurde er Nachfolger von Émile Demoussy als stellvertretender Direktor und nach dem Tod von Bridel übernahm er die Leitung des Lehrstuhls für Pflanzenphysiologie, bis dieser 1934 aufgelöst wurde. Als er mit seinem Team in das Labor für angewandte organische Chemie versetzt wurde, bewohnte er dort einen separaten Raum, bevor er 1936 an den Lehrstuhl für Allgemeine Physiologie des Muséum national d’histoire naturelle wechselte. Während des Zweiten Weltkriegs wurde Rabaté in das Labor der 9. Armee eingezogen und ging dann nach London, wo er an der Organisation eines provisorischen Gesundheitsdienstes mitwirkte. Er eignete sich anästhesiologische Kenntnisse an und nahm 1940 als Mitglied der chirurgischen Ambulanzen an der Operation in Dakar sowie an der Landung in Gabun und 1941 am Eritrea-Feldzug teil. Er diente als Capitaine der Hadfield-Spears-Ambulanz beim Angriff auf Syrien und starb bei einem Unfall im Drusenland, während einer Sanitätsversorgungsmission zwischen Damaskus und Jerusalem.
Rabaté veröffentlichte 46 Publikationen. Er untersuchte die Kohlenhydratbestandteile von Weidengewächsen sowie der Gewöhnlichen Felsenbirne, befasste sich mit den Flavonen der Glucoside aus verschiedenen Pflanzen und entdeckte ein neues Glycosid aus der Niederen Scheinbeere, das Gaultheriosid, das er biochemisch synthetisierte.